# Missouri Citizens Militia
La Missouri Citizens Militia (MCM) es una milicia privada oriunda del estado de Misuri, compuesto de militares veteranos, ex policías, bomberos y ciudadanos  voluntarios. Esté grupo fue fundado en 2010 por Aaron Penberthy.

## Formación
El entrenamiento dado a los reclutas incluye la de práctica con tiro, correcta manutención de armas, supervivencialismo y técnicas de búsqueda y rescate, primeros auxilios, y comunicaciones radiofónicas. Su formación es abierta al público sin discriminar en raza, sexo o religión. El grupo ha sido activo en la región durante la actual pandema de COVID-19 en el estado.

## Actividades
La Milicia Ciudadana de Misuri ha sido implicada en varias  actividades públicas locales (normalmente entrenando en Montañas Ozark, incluyendo:
- Respuesta a desastres naturales
- Recolectar  ropa, comida y juguetes para ayudar víctimas de desastres naturales en Misuri.
- Bloquear el paso a manifestantes violentos Iglesia Bautista de Westboro cuándo han planeado protestas dentro del estado de Misuri.

En 2014, miembros del MCM, incluyendo su fundador, Aaron Penberthy, viajado al sitio del asedio de Clive Bundy en Bunkerville para unirse con otros manifestantes armados en su punto muerto contra la Agencia de Administración de Tierra de los Estados Unidos.
En julio del 2015 la milicia participó junto a los Oath Keepers, en que involucró hacer guardia afuera de un centro de carrera de las fuerzas armadas luego de los tiroteos de Chattanooga de 2015 en los que murieron cuatro infantes de marina y un trabajador administrativo del ejército. En mayo del 2017 el alguacil del condado de Oregón solicitó a la milicia ayuda para las inundaciones. La milicia desplegada durante dos semanas en Thomasville, en  el estado de Misuri.